# KVV Heidebloem Dilsen
Maillots
Dernière mise à jour : 2 novembre 2011.
Le Koninklijke Voetbalvereniging Heidebloem Dilsen est un ancien club de football belge, localisé dans la commune de Dilsen, dans l'est de la province de Limbourg. Le club est fondé en 1940 et portait le matricule 2986. Il tombe en faillite en 2000 et cesse ses activités. Au cours de son existence, il a évolué 6 saisons dans les divisions nationales, dont 1, la dernière, au troisième niveau.

## Histoire
Le VV Heidebloem Dilsen est fondé le 24 octobre 1940, et s'affilie en 1941 à l'Union Belge, qui lui octroie le matricule 2986. Le club est versé dans les séries provinciales limbourgeoises. Durant les cinquante prochaines années, le club évoluera entre la troisième et la deuxième provinciale, par périodes plus ou moins longues. En 1992, le club rejoint l'élite provinciale, et deux ans plus tard, il est promu pour la première fois de son Histoire en Promotion, le quatrième niveau national.
Le club s'adapte rapidement au niveau supérieur, et terminé chaque saison dans le milieu du classement. En 1998, il décroche une place dans le tour final pour la montée, mais est éliminé dès le premier tour par le Verbroedering Denderhoutem. L'année suivante est historique pour le club, qui est sacré champion de Promotion et admis en Division 3.
Mais après cette montée, des désaccords surviennent entre le président du club et les autres administrateurs. En plus de devoir lutter pour son maintien, le club connaît de gros problèmes financiers qui menacent sa survie. Des pourparlers en vue d'une fusion sont engagés avec des clubs voisins, dont le FC Neeroeteren et l'Eendracht Club Rotem, mais ils n'aboutissent pas. Le club termine dernier dans sa série, et est déclaré en faillite en fin de saison. Il cesse alors ses activités, et son matricule est radié par l'URBSFA.
Peu après, un nouveau club est fondé dans la continuité du Heidebloem, le Dilsen VV. Il s'affilie à l'Union Belge et reçoit le matricule 9380. Le nouveau club se veut le successeur historique du club disparu, et en adopte les couleurs jaune et vert. Il s'installe également dans le même stade, rebaptisé Heidebloemstadion.

## Résultats dans les divisions nationales

### Palmarès
- 1 fois champion de Belgique de Promotion en 1999

### Bilan
| Niv | Divisions    | Jouées | Titres | TM Up | TM Down |
| --- | ------------ | ------ | ------ | ----- | ------- |
| I   | 1e nationale | 0      | 0      |       |         |
| II  | 2e nationale | 0      | 0      |       |         |
| III | 3e nationale | 1      | 0      |       |         |
| IV  | 4e nationale | 5      | 1      | 1     |         |
|     |              |        |        |       |         |
|     | TOTAUX       | 6      | 1      | 1     |         |

- TM Up= test-match pour départager des égalités, ou toutes formes de Barrages ou de Tour final pour une montée éventuelle.
- TM Down= test-match pour départager des égalités, ou toutes formes de Barrages ou de Tour final pour le maintien.

### Classements saison par saison
| Ordre | Saison  | Nom du club                                                                          | Niveau                                                                               | Classement final                                                                     | Remarques                                                                            |
| ----- | ------- | ------------------------------------------------------------------------------------ | ------------------------------------------------------------------------------------ | ------------------------------------------------------------------------------------ | ------------------------------------------------------------------------------------ |
| 1     | 1994-95 | KVV Heidebloem Dilsen                                                                | Promotion série C                                                                    | 5e/16                                                                                |                                                                                      |
| 2     | 1995-96 | KVV Heidebloem Dilsen                                                                | Promotion série C                                                                    | 9e/16                                                                                |                                                                                      |
| 3     | 1996-97 | KVV Heidebloem Dilsen                                                                | Promotion série C                                                                    | 9e/16                                                                                |                                                                                      |
| 4     | 1997-98 | KVV Heidebloem Dilsen                                                                | Promotion série C                                                                    | 7e/16                                                                                | Tour final                                                                           |
| 5     | 1998-99 | KVV Heidebloem Dilsen                                                                | Promotion série C                                                                    | 1er/16                                                                               | Champion et promu                                                                    |
| 6     | 1999-00 | KVV Heidebloem Dilsen                                                                | Division 3 série B                                                                   | 16e/16                                                                               | Relégué                                                                              |
| -     | 2000    | Arrêt des activités du club à la suite de sa faillite et radiation du matricule 2986 | Arrêt des activités du club à la suite de sa faillite et radiation du matricule 2986 | Arrêt des activités du club à la suite de sa faillite et radiation du matricule 2986 | Arrêt des activités du club à la suite de sa faillite et radiation du matricule 2986 |